# All Saints (album)
Pour les articles homonymes, voir All Saints.
Albums de All Saints
Saints & Sinners
(2000)
Singles
1. I Know Where It's At
Sortie : 18 août 1997
2. Never Ever
Sortie : 17 novembre 1997
3. Under the Bridge / Lady Marmalade
Sortie : 27 avril 1998
4. Bootie Call
Sortie : 31 août 1998
5. War of Nerves
Sortie : 23 novembre 1998

All Saints est le premier album du girl group britanno-canadien All Saints sorti le 24 novembre 1997 sur le label discographique London Records.
Il connaît un grand succès international. Au Royaume-Uni, il se vend à plus de 1,5 million d'exemplaires. Cinq singles en sont extraits, dont trois atteignent la première place des charts britanniques (Never Ever, le single double face A Under the Bridge / Lady Marmalade et Bootie Call).

## Liste des titres
Édition standard européenne
| 1.    | Never Ever                          | - Shaznay Lewis - Sean Mather - Robert Jazayeri                | - Cameron McVey - Magnus Fiennes     | 6:27 |
| 2.    | Bootie Call                         | - Lewis - Karl Gordon                                          | Karl Gordon                          | 3:36 |
| 3.    | I Know Where It's At                | - Lewis - Gordon - Walter Becker - Donald Fagen - Paul Griffin | - McVey - Fiennes - Gordon           | 5:08 |
| 4.    | Under the Bridge                    | - Flea - John Frusciante - Anthony Kiedis - Chad Smith         | - Gordon - Nellee Hooper             | 5:00 |
| 5.    | Heaven                              | - All Saints - McVey - Fiennes                                 | - McVey - Fiennes                    | 4:48 |
| 6.    | Alone                               | - Lewis - Gordon                                               | Gordon                               | 3:35 |
| 7.    | If You Wanna Party (I Found Lovin') | - Lewis - Gordon - Johnny Flippin - Michael Walker             | Johnny Douglas                       | 4:13 |
| 8.    | Trapped                             | - Melanie Blatt - Karen Gibbs                                  | - John Benson Brooks - Neville Henry | 4:58 |
| 9.    | Beg                                 | - Lewis - Benson - Douglas                                     | - Benson - Douglas                   | 4:00 |
| 10.   | Lady Marmalade                      | - Bob Crewe - Kenny Nolan                                      | - Benson - Douglas - Gibbs - Henry   | 4:02 |
| 11.   | Take the Key                        | - Lewis - Gordon - Kirk Robinson - Nat Robinson                | Gordon                               | 4:07 |
| 12.   | War of Nerves                       | - Natalie Appleton - Nicole Appleton - McVey                   | - McVey - Fiennes                    | 5:10 |
| 13.   | Never Ever (All Star Mix)           | - Lewis - Mather - Jazayeri                                    | - McVey - Fiennes - Allen - Gordon   | 4:38 |
| 60:45 |                                     |                                                                |                                      |      |

- Deux reprises figurent sur l'album : Under the Bridge, interprétée à l'origine par le groupe de rock américain Red Hot Chili Peppers en 1992, et Lady Marmalade, popularisée en 1974 par le trio vocal féminin LaBelle.

## Classements hebdomadaires
| Classement (1997-1998)             | Meilleure place |
| ---------------------------------- | --------------- |
| Allemagne (Media Control AG)       | 12              |
| Australie (ARIA)                   | 4               |
| Autriche (Ö3 Austria Top 40)       | 15              |
| Belgique (Flandre Ultratop)        | 5               |
| Belgique (Wallonie Ultratop)       | 9               |
| Canada (Billboard)                 | 10              |
| États-Unis (Billboard 200)         | 40              |
| Finlande (Suomen virallinen lista) | 24              |
| France (SNEP)                      | 19              |
| Norvège (VG-lista)                 | 12              |
| Nouvelle-Zélande (RIANZ)           | 2               |
| Pays-Bas (Mega Album Top 100)      | 10              |
| Royaume-Uni (UK Albums Chart)      | 2               |
| Royaume-Uni (R&B Albums)           | 1               |
| Suède (Sverigetopplistan)          | 13              |
| Suisse (Schweizer Hitparade)       | 3               |

## Certifications
| Pays                    | Certification | Unités certifiées |
| ----------------------- | ------------- | ----------------- |
| Australie (ARIA)        | 2 × Platine   | 140 000           |
| Belgique (BEA)          | Or            | 25 000            |
| Canada (Music Canada)   | 3 × Platine   | 300 000           |
| États-Unis (RIAA)       | Platine       | 1 000 000         |
| Europe (IFPI)           | 2 × Platine   | 2 000 000         |
| Nouvelle-Zélande (RMNZ) | Platine       | 15 000            |
| Pays-Bas (NVPI)         | Or            | 50 000            |
| Pologne (ZPAV)          | Or            | 50 000            |
| Royaume-Uni (BPI)       | 5 × Platine   | 1 500 000         |
| Suisse (IFPI)           | Platine       | 50 000            |